# Czernicka Góra
Czernicka Góra (niem. Kratz Berg; 513 m n.p.m.) – wzniesienie w północno-zachodniej części Chrośnickich Kop, stanowiące ich zakończenie oraz zakończenie Południowego Grzbietu Gór Kaczawskich w Sudetach Zachodnich, nad Czernicą i Janówkiem. Zbudowana ze staropaleozoicznych skał metamorficznych – zieleńców i łupków zieleńcowych oraz fyllitów i łupków albitowo-serycytowych, należących do metamorfiku kaczawskiego, poprzecinanych żyłami wulkanicznych porfirów. Porośnięta lasem świerkowym z domieszką buka.